# برجانی (نووی پازار)
برجانی (به صربی: Brđani) یک منطقهٔ مسکونی در صربستان است که در نووی پازار واقع شده‌است.